# منتخب نيوزيلندا لكأس ديفيز
منتخب نيوزيلندا لكأس ديفيز (بالإنجليزية: New Zealand Davis Cup team)‏ هو ممثل نيوزيلندا الرسمي في كرة المضرب في كأس ديفيز.